# Staffan Björklund
Staffan Björklund, född 1 september 1944 i Njurunda församling, Västernorrlands län, är en svensk tonsättare, organist och pianist. Han var domkyrkoorganist i Linköpings domkyrka.[när?]

## Biografi
Studerade 1962–1965 på musikhögskolan i Göteborg. Efter denna utbildning studerade han på Conservatoire de Paris i Paris 1965–1969, där studerade han i komposition och piano.

## Verkförteckning

### Orkesterverk
- Pentatonics för orkester (1970)
- Concertino för piano och orkester (1972/1975)
- Konsert för piano och orkester (1972/1987)
- War-Game för 2 sopraner, 3 flöjter, 4 horn, hammondorgel och stråkar (1973/1974)
- Winter Music för stråkorkester och elorgel (1975)
- Symfoni nr 1 (1976)
- Uvertyr i C 'Proletaires de tous les pays, unissez-vous' (1977–78)
- Sinfonia concertante (1979)
- Mountaineerings för orkester (1985)
- Music for Psychopaths för orkester (1987)
- Symphony in D för sopran och alt-solo, kör och orkester (1990)
- Train Symphony – Rhythmical Fever Fantasy (1990)
- Den svarta fågeln för flöjt och kammarorkester (1991)
  - Version för flöjt och piano (1991)
- Dômen i gryningsljus, hommage à Albinoni för soloviolin och stråkorkester (1991)
- Concerto en sol för piano och orkester (1992)
- Vegetations för orkester (1996)
- Lost in Paradise för kammarorkester (2002)
- Concerto för violin och kammarorkester (2009)
- Änglamusik för orkester (2010–11)
- 9.11 (In memoriam) för orkester (2011)
- Armageddon ("e vi fu battaglia") för orkester (2012–13)

### Kammarmusik
- Metamorphoses för flöjt, cello och piano (1969)
- Plain-chant för traversflöjt (1970)
- Pastoral för blåskvintett (1970/1975)
- Fantasia för klarinett (1973)
- Heterofoni för 3 tenorblockflöjter (1973)
- Meditation för klarinett och orgel (1973)
- Tema och variationer för violin och piano (1973)
- Intermezzo för 3 violiner (1973/1974)
- Sonata för violin och piano (1973/2003)
- Sonatina för klarinett och piano (1983)
- Limu limu lima för stråkkvartett (1987/2005)
- 3 inventioner för flöjt och orgel (1988)
- Invocation för flöjt (1991)
- Vid Alvastra klosterruin för cello och piano/stråkorkester (1992)
- Marienmusik för flöjt och orgel (1993)
- Sonat för flöjt eller cello och piano (1994)
- Hommage à Dandrieu för flöjt, marimba och orgel (1999)
- Svit för cello (2000)
- Rag för violin (2003)
- 4 Pieces to W...  för stråkkvartett (2005)
- Ölands-skisser, sex akvareller för piano och slagverk (2009/2013)

### Orgelverk
- Mässa för orgeln i Tuna-kyrkan (1970)
- Liten mässa för orgeln i Tuna-kyrkan (1970)
- 16 jazziga koralförspel (1972)
- 17 koralvariationer över folkliga svenska koraler (1973)
- Elegi efter ett preludium av J S Bach (1973/1974)
- Melodi (1973–74)
- Blues i C (1974)
- Meditation nr 1–8, orgelsymfoni (1975–76)
- Orgelmusik nr 2 (1975)
- Orgelmusik nr 4 (1976)
- Orgelmusik nr 6 (1976)
- Orgelmusik nr 8 (”En dunkel örtagård jag vet”) (1976)
- In dulci jubilo, liten julmusik (1976)
- Vision nr 1 (1977/1979)
- Fantasi i D (1978)
- Prière (1978)
- Vision nr 2 (1979)
- Bereden väg för Herran, koralfantasi över svensk psalm 103 (1979)
- Fantasia cromatica (1979)
- Gammal jämtländsk brudmarsch (Jämtlandssången), arrangemang (1979)
- I himmelen, i himmelen, koralfantasi över svensk psalm 144 (1979)
- O huvud, blodigt, sårat, koralfantasi (1979)
- Vart flyr jag...?, koralfantasi över svensk psalm 260 (1979)
- Toccata i G (1979)
- Extaser (1980)
- Här en källa rinner, koralfantasi över svensk psalm 303 (1980)
- Intrada (1980)
- Melodi för orgel (1982)
- Adventsmusik (1983–84)
  1. ”Natten är framskriden och dagen är nära"
  2. ”Och på jorden skall ångest komma över folken"
  3. ”Och morgonstjärnan går upp i edra hjärtan"
  4. ”Ja Herren, han kommer med väldighet och hans arm visar sin makt"
- Sonat för or-gheel (”De galnas stad”) (1983)
- I himmelen, i himmelen, folkmelodi från Dalarna (1986)
- Preludium, Trio och Fuga (1987)
- Lilla orgelboken, 32 koralbearbetningar (1988)
- Var inte rädd... , koralpartita över svensk psalm 256 (1989)
- Inventioner (1990)
- Upp ur vilda djupa vatten (1992)
- Ritornell, fuga och koral över ”Två väldiga strida om människans själ” (1994)
- Helig, helig, helig (1995)
- Organum (2009)

### Pianomusik
- Två improvistioner (1970)
- Preludium (1970/1974)
- 3 små preludier (1971)
- Resonanser (1971)
- Sonat nr 1 (1971)
- 14 barnsliga pianoberättelser (1972)
- Intermezzo (1972/1974)
- Recitativ (1972/1974)
- Etyd ciss-moll (1973)
- Meditation för piano (höger hand) (1973)
- Sonat nr 2 (1973/1986)
- Sonat nr 3 (1973)
- Melodi (1973/1974)
- 17 aforismer (1974)
- 9 svenska folkvisor, arrangemang (1974)
  1. ”Liten Karin”
  2. ”Vem kan segla förutan vind”
  3. ”Uti vår hage”
  4. ”Lekvisa”
  5. ”Vaggvisa”
  6. ”Limu, limu, lima”
  7. ”Lilla Lasse”
  8. ”Staffan var en stalledräng”
  9. ”Gotlandsvisan”
- Sonat nr 4 (1974)
- Årstiderna, 4 små pianostycken (1975)
- Dialogues (1975–91)
- Jazz nr 1 (1978)
- Nu är det jul, associationer kring en svensk julvisa (1979)
- Litet pianostycke (1980)
- Mi-re/Mirre (1981)
- Tonal and Bitonal Playing Games for a Lonesome Piano (1982)
- Psykogram nr 1 (1983)
- Liten svit (1984)
- Shadows (1986)
- O Kriste, du som ljuset är, koral 185 (1988)
- Jazz nr 2 (1989)
- Only Love (1990)
- ECEB (1992)
- 12 Modulationen, Palindrom und Reminiszenzen (1999)
- Concerto en sol, 3 kadenser (2001)
- Dix Polyphonies, Refrains et Choral (2005–06)
  - Version 2 (2010)
- Thema mit Kombinationen (2008)
- Ölands-skisser, sex akvareller (2009)
- Fragmente und Hymnus (2011)
- Voix d'anges (2014)

### Körverk
- 20 evangeliesånger för blandad kör a cappella (1971)
  1. ”Sannerligen säger jag eder”
  2. ”Hosianna Davids son”
  3. ”Saliga”
  4. ”Ära”
  5. ”Välsignad vare Han”
  6. ”Var är den nyfödde judakonungen?”
  7. ”Vilken är den störste?”
  8. ”Herre nu låter du din tjänare”
  9. ”Ve dig, Korasin”
  10. ”Se jag är Herrens tjänarinna”
  11. ”Sannerligen säger jag dig”
  12. ”Jesus Davids son”
  13. ”Kommen till mig”
  14. ”Om någon älskar mig”
  15. ”Hosianna”
  16. ”Fader förlåt dem”
  17. ”Sannerligen säger jag dig”
  18. ”Det tillkommer icke eder”
  19. ”Nu tron I”
  20. ”Varen icke förskräckta”
- Pop-mässa för tenorsolo, blandad kör, tenorsax/flöjt, 3 trumpeter, 3 tromboner, tuba, trummor, piano/hammondorgel och kontrabas till text av Bo Setterlind (1971)
  - Version för sopran- och tenorsoli, barnkör, blandad kör och orkester (1985)
- Hellre död än fångenskap, ett spel om Vietnam för blandad kör med ackompanjemang till text av Ho Chi Minh (1972)
- Pyramus och Thisbe, lyrisk pantomim för blandad kör, tape och hammondorgel till text av Ovidius (1972)
- Ett bråddjup av barmhärtighet för blandad kör a cappella till text av Anders Frostenson (1973)
- Nattvardsbön för blandad kör a cappella (1973)
- O Guds lamm, liturgisk mässa för blandad kör a cappella (1973)
- 3 körsånger för blandad kör a cappella (1974)
  1. ”Säv, säv susa” till text av Gustaf Fröding
  2. ”Ikaros” till text av Erik Lindegren
  3. ”Landskap i solnedgången” till text av Edith Södergran
- Landskap i solnedgången för blandad kör a cappella till text av Edith Södergran (1974)
- Ängeln för blandad kör a cappella till text av Michail Lermontov (1974)
- Ur djupen ropar jag till dig, meditation för baryton, blandad kör, flöjt, 2 trumpeter, 2 tromboner, piano, orgel och 2 celli (1975)
- Herren är min herde, meditation för sopran, blandad kör, flöjt, vibrafon, orgel och cello till text ur Psaltaren (1975/2003)
- Huru ljuvliga äro icke dina boningar, meditation för sopran, blandad kör, flöjt, cello, orgel och slagverk till text ur Psaltaren (1976/2004)
- Den trettonde aposteln, futuristisk mässa förtenorsolo, barnkör, blandad kör, 2 pianon, hammondorgel/synth, slagverk till text av Vladimir Majakovskij (1981)
- Psalm 100 för blandad kör och orgel till text ur Psaltaren (1982)
- Symphony to the Memory of a Great Man för sopran, barnkör, blandad kör och orkester (1984/2015)
- Det folk som vandrar i mörkret, ett naivistiskt adventsspel för recitatör, sopran, barnkör, blandad kör och orkester till text av Hans Söderberg (1987/2006)
- Du är större än mitt hjärta, påsknattens under, dramatiskt framställt som kampen mellan ljus och mörker i våra hjärtan för recitatör, sopran, tenor, baryton, barnkör, 2 blandade körer och orkester (1991)
- Missa brevis för blandad kör a cappella (1991)
- Sicut cervus, nattvardsmotett för blandad kör a cappella till text ur Psaltaren (1995)
- Judica me Deus, motett för blandad kör a cappella (1996)
- Choralis, le chant sacré de l'Eglise éternelle för sopran- och baryton-soli, barnkör, blandad kör och orkester (1998)
- "... stora vatten ..." för sopran, tenor, blandad kör, 2 trumpeter, 2 tromboner, 2 slagverkare och orgel (2004)
- Moonscapes, concerto grosso i C-dur för basklarinett, harpa, sopransolo, damkör och orkester (2007)
- Dixit Dominus för blandad kör a cappella till text ur Jeremia (2007)
- Requiem – över en försvunnen sångare för 2 trumpeter, 2 tromboner, 2 slagverkare, stråkkvartett och blandad kör (2007/2014)
- Salve Reginaför blandad kör a cappella (2009)
- Dödsmässa för självmördare för 2 sopraner, baryton, barnkör, 2 blandade körer, pensionärskör och orkester (2013–15)
- O Kriste, du som ljuset är, meditation över koral 185 för blandad kör och piano/orgel (2014)
- Se genom mina ögon, Gud för blandad kör a cappella
- 2 x Karlfeldt för blandad kör a cappella (2013)
  1. ”Jone havsfärd”
  2. ”Vinterorgel”
- Se genom mina ögon, Gud för blandad kör a cappella

### Sånger
- 2 visor för röst och piano (1971)
  1. ”Mitt testamente! till text av Joe Hill
  2. ”Profeten” till text av Nils Ferlin
- 12 sånger för röst och piano till text av Lars Forssell (1971)
  1. ”Vassa kiselstenar”
  2. ”Crazy Jane”
  3. ”Älskandes klagan”
  4. ”Dansande flicka”
  5. ”Alltid skall den yngling”
  6. ”Maskspel”
  7. ”Tro mig”
  8. ”Van Goghs öra”
  9. ”Jag drömde mig”
  10. ”Du säger alltid att dikten är död”
  11. ”Modern vaknar”
  12. ”Tiden och en flicka”
- 5 Songs för baryton och piano till text av Allen Ginsberg (1971/1973)
- ... utan stjärnor, utan minne ... för baryton/tenor och piano till text av Hjalmar Gullberg (1971/2007)
  1. ”Förspel”
  2. ”Aftonsång”
  3. ”Vid Kap Sunion”
  4. ”Folkvisa”
  5. ”Undinen”
  6. ”Serenad”
  7. ”Turandot”
  8. ”Kyssande vind”
  9. ”Träumerei”
  10. ”Kreaturens suckan”
  11. ”Allmänna salen”
  12. ”Människors möte”
  13. ”Havets visa”
  14. ”Fjärran”
  15. ”Mannens ögon”
  16. ”Jag väntar månen”
  17. ”För vilsna fötter ...”
  18. ”Långt bortom detta ...”
  19. ”Inkognito”
  20. ”Barkaroll”
  21. ”Sorgemusik”
- 4 sånger för tenor och piano till text av Lars Norén (1972)
  1. ”Den första och sista ansträngningen”
  2. ”Ljud”
  3. ”Charles Manson, dödskandidat 94 i San Quentin”

  - Version för baryton, basklarinett och piano (1985)
- 8 sånger för sopran/tenor och piano till text av Karin Boye (1972)
- 5 psaltarpsalmer för 2 solosopraner (1973)
- 11 barnsliga visor för röst och piano (1973)
- En strandvisa för sopran och piano till text av Gustaf Fröding (1973–74)
- Du sover mitt barn och andas ej mer, sorgesång för tenor, altflöjt, hammondorgel, vibrafon och cello till text av Reidar Ekner (1974)
- Min vän är min för sopran, alt och orgel till texter ur Bibeln (1974)
- När du kommer, ord och många visor för sång och andakt för röst och piano till text av Jan Arvid Hellström (1974)
- 2 sånger om kärlek för tenor/baryton och piano till text av Gustaf Fröding (1974–75)
  1. ”Fylgia” (1975)
  2. ”En kärleksvisa” (1974)
- Min Gud, min Gud varför har Du övergivit mig?, meditation för sopran, flöjt, vibrafon, orgel och cello (1975)
- Titania för sopran och piano till text av Gustaf Fröding (1975)
- Tröst för baryton och piano till text av Gustaf Fröding (1975)
- 3 svenska visor för röst och piano till text av Ivar Lo-Johansson (1976)
- Nocturne, 5 sånger för alt, altfiol och piano till text av Edith Södergran (1976)
- Alltid för röst och piano till text av Pablo Neruda i översättning av Åsa Styrman (1977)
- Canto general. Den stora vredens sång för röst och piano till text av Pablo Neruda (1977)
- Vaggvisa för sopran och blåskvintett till text av Jan Mårtenson (1979)
- Barnkammarsånger för sopran och piano (1982)
- Psaltare och lyra för baryton och piano till text av Erik Axel Karlfeldt (1982)
- Sonjas sånger, 8 sånger för sopran, klarinett och piano till text av Sonja Åkesson (1982)
  1. ”Aning”
  2. ”O”
  3. ”I skogen”
  4. ”Aj, aj, aj, aj”
  5. ”I rökrummet”
  6. ”Lektion”
  7. ”Inte är det roligt att bli gammal” (tango)
  8. ”Dödens ungar”
- Öns kyrkogård för baryton och piano till text av Gabriel Jönsson (1982)
- 2 sånger för baryton och piano till text av Mikael Lybeck (1983)
  1. ”Klockbojen”
  2. Ur ”Dödsfången”
- Sorg för röst och piano till text av Tove Ditlevsen (1983)
- 7 sånger i gammal stil för baryton och piano (1985)
  1. ”Bed och dö” till text av Lasse Lucidor
  2. ”I män av höga sinnen” till text av Lasse Lucidor
  3. ”Klagan över kölden” till text av Olof von Dalin
  4. ”Nattens beröm” till text av Olof von Dalin
  5. ”Reflexion” till text av Anna Maria Lenngren
  6. ”Den väg”.till text av Anna Maria Lenngren
  7. ”Gamle man” (anonym)
- 2 sånger för sopran och piano till text av Karin Ek (1988)
  1. Ur ”Verser i sjukdom”
  2. ”Barnet sjunger”
- 2 sånger för baryton och piano till text av Bertil Malmberg (1988)
  1. ”Barnet i måneskogen”
  2. ”Rösten”
- 2 sånger för röst och piano till text av Sapfo (1995)
  1. ”Pleiaderna”
  2. ”När en gång”
- Var det inte i mitt hjärta ...? för mezzosopran, basklarinett, 2 slagverkare och piano till text av Gunnar Ekelöf (2002)
- Tänk om ..., tre visor för röst och piano till text av Lena Sjöberg (2011)
  1. ”Tänk om jag var en spindel”
  2. ”Tänk om vi var fladdermöss”
  3. ”Tänk om jag var liten”

### Musikdramatik
- Dum sacrum mysterium, liturgiskt mysteriespel i 10 satser för 4 soli, recitatör, kör, 2 flöjter, oboe, klarinett, 4 horn, 2 tromboner, 2 trumset, 2 pianon, orgel och cello till text ur Uppenbarelseboken (1977–78)
- Oratorium över Carl Fredrik Hill, sceniskt oratorium för 5 solister, skådespelare, kör och orkester med text av Lars Norén (1981)
- Prins Hatt under Jorden, opera i två akter med libretto av Sven Smedberg (1988)
- Musica dolorosa för 2 flöjter, 2 slagverkare, harpa, celesta, 2 violiner, viola, cello, damkör och stråkar (1989/2014)
- Mästerkatten, sagoopera i 2 akter med libretto av Lennart Hellsing (1995)
- Tidig vinter, koreografiskt musikdrama i prolog och 10 scener (2010)

## Diskografi (urval)
- 1988 – Organ Symphony[1]
- 1991 – At the Cathedral Organs of Linköping[2]
- 1998 – Här en källa rinner[3]
- 1998 – Organ Music[2]
- 1999 – Dialogues pour piano seul[2]
- 2003 – 12 Modulationen, Palindrom[2]
- 2014 – Fragmente und Hymnus[2]